# Mihai Stere
Mihai Stere (* 30. Dezember 1975) ist ein ehemaliger rumänischer Fußballspieler und derzeitiger -trainer. Er bestritt insgesamt 315 Spiele in der rumänischen Liga 1 und der zyprischen Zypern.

## Spielerkarriere
Im Jahr 1996 wechselte Stere zu Farul Constanța in die Divizia A. Dort konnte er sich einen Stammplatz erarbeiten und blieb dem Verein bis zu dessen Abstieg 2000 treu. Anschließend verpflichtete ihn der FC Brașov. Mit dem Verein schloss er die Saison 2000/01 auf dem dritten Platz ab und qualifizierte sich für den UEFA-Pokal. Dort ereilte ihn mit seiner Mannschaft nach überstandener Qualifikationsrunde der Aus in der ersten Runde gegen Inter Mailand. Nach vier Jahren verließ er Brașov im Sommer 2004 und schloss sich dem zyprischen Erstligisten Nea Salamis Famagusta an. Im Sommer 2006 verpflichtete ihn Ligakonkurrent Aris Limassol. Mit Aris geriet er in den Abstiegskampf und kehrte Anfang 2008 nach Rumänien zurück, wo ihn Zweitligist CS Concordia Chiajna unter Vertrag nahm. Im Sommer 2008 wechselte er zu Ligakonkurrent FCM Târgu Mureș. Mit seinem neuen Klub stieg er am Ende der Saison 2009/10 in die Liga 1 auf. Dort kam er nur unregelmäßig zum Einsatz. Im Sommer 2011 kehrte er nach Chiajna zurück, schloss sich aber bereits Anfang 2012 dem ambitionierten Drittligisten Corona Brașov an. Mit Corona stieg er in die Liga II auf. Anfang 2013 wechselte er erneut nach Târgu Mureș, das mittlerweile wieder in der Liga II spielte. Nach einem weiteren halben Jahr bei Corona Brașov beendete er dort Ende 2013 seine aktive Laufbahn.

## Trainerkarriere
Nach dem Ende seiner Fußballerkarriere begann Stere eine Karriere als Trainer. Ab Sommer 2014 arbeitete er zunächst als Assistenztrainer beim FC Brașov, ehe er dort im Januar 2016 seinem bisherigen Chef Adrian Szabo nachfolgte, der zum Technischen Direktor aufgestiegen war. Als Szabo dieses Amt schon im März 2016 wieder niederlegte, wurde Stere erneut dessen Assistent. Seit Sommer 2016 ist er Co-Trainer unter Szabos Nachfolger Cornel Țălnar.